# Márcio de Souza Gregório Júnior
Márcio de Souza Gregório Júnior, noto anche con lo pseudonimo di Marcinho (Volta Redonda, 14 marzo 1986), è un ex calciatore brasiliano, di ruolo centrocampista.

## Palmarès

### Club

#### Competizioni nazionali
- Coppa del Brasile: 1

Corinthians: 2009